# جان یالوپ
جان یالوپ (انگلیسی: John Yallop; ۲۴ اکتبر ۱۹۴۹ – ) ورزشکار روئینگ اهل بریتانیا بود.
وی در مسابقات کشوری و بین‌المللی در مجموع برندهٔ ۲ مدال نقره شده‌است.